# Albert Gayer
Albert Gayer (* 2. Dezember 1881 in Mannheim; † 9. September 1930 in Hamburg) war ein deutscher Konteradmiral der Reichsmarine.

## Leben
Gayer trat am 10. April 1899 als Seekadett in die Kaiserliche Marine ein, absolvierte seine Grundausbildung auf der Kreuzerfregatte Gneisenau und kam dann an die Marineschule, wo er am 10. April 1900 zum Fähnrich zur See ernannt wurde. Im Anschluss daran folgte seine Verwendung auf dem Küstenpanzerschiff Hagen sowie seine Beförderung zum Leutnant zur See am 27. September 1902. Vier Tage später wurde Gayer bis zum 15. Dezember 1902 zur Verfügung der I. Marineinspektion gestellt und dann als Wachoffizier auf den Kleinen Kreuzer Sperber versetzt. Auf diesem versah er wie anschließend vom 27. Juli bis 30. September 1905 auf dem Kanonenboot Habicht Stationsdienst. In der Zwischenzeit war Gayer am 27. Januar 1904 Oberleutnant zur See geworden. Nach seiner Rückkehr nach Deutschland teilte man ihn für ein Jahr als Kompanieoffizier der I. Torpedo-Abteilung zu und zeitgleich setzte man ihn zeitweise als Wachoffizier auf dem Torpedoboot G 110 ein. Für ein weiteres Jahr war Gayer vom 1. Oktober 1906 bei der I. Torpedo-Division tätig und fungierte dann bis 30. September 1909 als Lehrer auf dem Linienschiff Württemberg. Der Kapitänleutnant (seit 13. Oktober 1908) wurde vom 1. Oktober 1909 bis 30. September 1911 zur Verfügung der Inspektion des Torpedowesens gestellt, absolvierte während dieser Zeit eine U-Bootsausbildung und wurde als Wachoffizier und U-Bootskommandant (u. a. U 5) verwendet. Als Torpedooffizier war er in der Folge auf den Linienschiffen Braunschweig und Kaiser tätig. Am 1. Oktober 1913 wurde Gayer wieder zur U-Boot-Abteilung versetzt und ab 14. Februar 1914 war er Chef der 3. Halbflottille.
Dieses Kommando hatte er auch nach dem Ausbruch des Ersten Weltkriegs inne und wurde am 24. April 1916 Korvettenkapitän. Am 1. Oktober 1916 übernahm er als Chef die III. U-Bootsflottille und wurde Anfang Dezember 1917 zum Abteilungschef im neu aufgestellten U-Boot-Amt innerhalb des Reichsmarineamtes ernannt. Gayer erhielt dann am 6. November 1918 kurzzeitig das Kommando über den Kleinen Kreuzer Dresden.
Vom 17. November 1918 bis 19. Mai 1920 war er in gleicher Funktion bis zur Auslieferung des Schiffes an Frankreich auf dem Kleinen Kreuzer Regensburg. Ab 30. Mai 1920 diente Gayer als Dezernent in der Flottenabteilung der Admiralität (ab 15. September 1920 im Marinekommandoamt) und wurde in dieser Funktion am 1. Juni 1922 zum Fregattenkapitän befördert. Man ernannte ihn dann am 1. April 1923 zum Leiter der Dienststelle der Marineleitung Hamburg und beförderte ihn als solchen am 1. Februar 1925 zunächst zum Kapitän zur See und am 1. März 1929 erhielt er den Charakter als Konteradmiral. Gayer wurde am 19. Januar 1930 zur Verfügung des Chefs der Marinestation der Nordsee gestellt und am 31. Januar 1930 aus der Reichsmarine verabschiedet.
Über den U-Boot-Krieg verfasste er 1920 das mehrere Bände umfassende Werk Die deutschen U-Boote in ihrer Kriegführung 1914-1918.
Gayer beging am 9. September 1930 in Hamburg Suizid.

## Auszeichnungen
- Eisernes Kreuz (1914) II. Klasse[1]
- Ritterkreuz des Königlichen Hausordens von Hohenzollern mit Schwertern[1]
- Roter Adlerorden IV. Klasse[1]
- U-Boot-Kriegsabzeichen (1918)[1]
- Kolonial-Denkmünze[1]
- Preußisches Dienstauszeichnungskreuz[1]
- Bayerischer Militärverdienstorden IV. Klasse mit Schwertern[1]
- Ritterkreuz I. Klasse des Albrechts-Ordens mit Schwertern[1]
- Friedrich-August-Kreuz II. und I. Klasse[1]
- Österreichische Militärverdienstkreuz III. Klasse mit Kriegsdekoration[1]